# گمینا یانوف پودلاسکی
گمینا یانوف پودلاسکی (به لهستانی:  Gmina Janów Podlaski) یک گمینا در لهستان است که در شهرستان بیاوا پودلاسکا واقع شده‌است. گمینا یانوف پودلاسکی ۱۳۵ کیلومتر مربع مساحت و ۵٬۴۶۸ نفر جمعیت دارد.